# Cyrille Pomès
Cyrille Pomès, né le 29 novembre 1979 à Colombes, est un auteur et dessinateur de bande dessinée, français.

## Biographie
Cyrille Pomès est diplômé de l'École européenne supérieure de l'image, site d'Angoulême, en 2005. Il publie son premier roman graphique À la lettre près en 2005 chez Albin Michel.
En 2019, il adapte le roman jeunesse de Xavier-Laurent Petit publié en 2016 Le Fils de l'Ursari en bande dessinée, sous le même titre. Pour Benjamin Roure de Télérama, « ce gros volume est un petit bijou d’émotion et d’intelligence. ». Il reçoit le prix jeunesse ACBD la même année.
Il vit actuellement à Toulouse.

## Œuvre
- À la lettre près, scénario et dessins de Cyrille Pomès, Albin Michel, 2005  (ISBN 2-226-15534-1)
- Chemins de fer, scénario et dessins de Cyrille Pomès, Emmanuel Proust éditions, coll. « Atmosphères », 2009  (ISBN 978-2-84810-185-9)
- Vies tranchées : les soldats fous de la Grande Guerre[6], scénario de Jab Jab Whamo, Florent Humbert, Yann Le Gal, Florent Sacré, Hubert Bieser, José Luis Munuera, Manuele Fior, Guillaume Trouillard, Cyrille Pomès, Jean-David Morvan, Stanislas Gros et Daniel Casanave, dessins de Manuele Fior, Daniel Casanave, Marion Mousse, José-Luis Munuera, Steven Lejeune, Jab Jab Whamo, Maxime Péroz, Stanislas Gros, Guillaume Trouillard, Cyrille Pomès, Benoît Blary, Florent Humbert et Laurent Bourlaud, Delcourt, coll. « Histoire & Histoires », 2010  (ISBN 978-2-7560-1781-5)
- Sorties de route, scénario et dessins de Cyrille Pomès, Scutella éditions, 2011  (ISBN 978-2-918111-18-4)
- Le Printemps des arabes, scénario de Jean-Pierre Filiu, dessins de Cyrille Pomès, Futuropolis, 2013  (ISBN 978-2-7548-0861-3)
- La Dame de Damas, scénario de Jean-Pierre Filiu, dessins de Cyrille Pomès, Futuropolis, 2015
- Le Fils de l'Ursari[3], adaptation, scénario et dessin de Cyrille Pomès ; d'après le roman jeunesse de Xavier-Laurent Petit ; mise en couleurs de Isabelle Merlet, Rue de Sèvres, 2019[7]
- 9603 kilomètres, l'odyssée de deux enfants (dessin), scénario de Stéphane Marchetti, Futuropolis, 2020[7]  (ISBN 9782754825894)

- Moon, scénario et dessins  de Cyrille Pomès, couleurs d'Isabelle Merlet, Rue de Sèvres, 2022[8]  (ISBN 9782810214228).

## Distinctions
- 2019 : Prix jeunesse ACBD pour Le Fils de l'Ursari
- 2019 : Prix Atomium de la BD Citoyenne (Belgique) pour Le Fils de l'Ursari[7]
- 2020 : Sélection Ado au festival international de la bande dessinée d'Angoulême avec Le Fils de l'Ursari[7].